# Adesmia resinosa
Adesmia resinosa là một loài thực vật có hoa thuộc họ Fabaceae. Nó thuộc phân họ Faboideae. The species được tìm thấy ở portions of South America, with an example location being La Campana National Park in central Chile as an understory associate of the Chilean Wine Palm.

## Line notes
1. ↑  C. Michael Hogan. 2008